# Antonio Semeraro
Antonio Semeraro est un peintre, sculpteur et photographe italien né en 1947 à Tarente (Italie).

## Biographie
Antonio Semeraro quitte le sud de l'Italie pour Turin avant de venir s'installer définitivement à Paris en 1972.
Dans les années 1970, il peint sur différents supports, toile, terre cuite ou directement au mur ou au sol. Il peint des plaques encastrées dans le mur ou seulement les tranches des tableaux.
Sa première exposition parisienne a lieu en février 1976 à la galerie Jean Chauvelin, spécialiste de l'avant-garde russe. En 1978, il crée avec Christian Bonnefoi et Pierre Dunoyer, Côme Most-Heirt et Jean-Luc Vilmouth le groupe Janapa. Ils se sont manifestés ensemble à trois reprises au cours de l'année 1978 : Janapa 1, du 22 février au 4 mars, Janapa 2, du 1er au 15 avril, Janapa 3, du 17 au 24 juin, dans un local du 13, rue du Vieux-Colombier.
Il aura dans les années 1980 une période où il peindra uniquement avec la couleur orange. L'œuvre de 1982, Orange colossus (hommage à Barnett Newman) est conservée à La Défense au Centre national des arts plastiques. Il détruit alors beaucoup de tableaux puis séjourne en 1983 à New York où il réalise des sculptures. En 1985, Semeraro peint des aplats de couleur sur toile, les formes s'assombrissent, la toile apparaît. Il est sélectionné par Catherine Millet pour la Biennale de São Paulo en 1989, où il représentera la France avec Yves Klein, Alain Jacquet et Philippe Thomas.
L'artiste sera alors représenté par la galerie Jean Fournier où il aura de nombreuses expositions personnelles. La commande de deux tableaux pour le Conservatoire national supérieur de musique et de danse de Paris par l'architecte de l'aile ouest, Christian de Portzamparc en 1991 « confrontera l'artiste à la difficulté, et à sa résolution, de la mise en place des toiles au sein d'un espace architectural ». Serge Renaudie l'aidera à concevoir l'installation des deux tableaux dans l'espace.
Son exposition personnelle en 2000 au Centre international d'art et du paysage de Vassivière montre de très grand format où les lignes des formes noires peintes sont droites et rectilignes. Le catalogue de l'exposition présente les photographies du montage et démontage de l'exposition. Dans cette exposition Antonio Semeraro et l'architecte Serge Renaudie présentent aussi une Maquette, projet de 1998 non réalisé, sous le titre "l'Abitare pour un Seul Tableau".
Les noirs dans les tableaux deviennent blancs et seront exposés à Paris à l'exposition La Force de l'art au Grand Palais en 2006. Puis progressivement, la couleur revient dans le travail de Semeraro. L'importance de la profondeur du châssis et de la toile est toujours présent. Les toiles se superposent, les ombres créent des variations de couleurs dans les aplats de couleurs.
Ami de Hantaï depuis les années 1980, Antonio Semeraro a produit une série de photographies de leurs rencontres. Ensemble, ils ont commencé « un dialogue orienté sur des questions qui les préoccupent tous deux  : les bords, les réserves, les intervalles, le cadrage, le recadrage. Hantaï, jetant un regard rétrospectif sur son travail, décide, avec l'aide de Semeraro, d'entrer dans une phase active de destruction/reconstruction. Celle-ci passe par la destruction de nombre de ses toiles […] ». Ces photographies ont été exposées lors de la rétrospective Simon Hantaï à Paris au Centre Pompidou en 2013, et lors de l'exposition Simon Hantaï, les noirs du blanc, les blancs du noir à la galerie Gagosian Le Bourget du 13 octobre 2019 au 27 juin 2020.
Ses toiles sont conservées dans les collections nationales du Cnap, Frac Grand Large et du Centre Pompidou et dans de nombreuses collections privées; ses photographies au Musée Fabre.

## Expositions

### Expositions personnelles
- 1979 : Ricke Gallery, Cologne.
- 1980 : Ursula Schurr Gallery, Stuttgart.
- 1986 : Centre d’art contemporain, Châteauroux.
- 1987 : Antonio Semeraro, musée des Beaux-Arts de Tourcoing.
- 1990 : galerie Jean Fournier, Paris.
- 1992 : galerie Jean Fournier, Paris.
- 1999 : galerie Jean Fournier, Paris.
- 2000 : Centre d’art contemporain de Vassivière en Limousin.
- 2005 : galerie Jean Fournier, Paris.

### Expositions collectives
- 1989 : Centre de la Vieille-Charité, Marseille ; XXe Biennale internationale de São Paulo, sélection française.
- 1990 : Centre national des arts plastiques, Paris.
- 2006 : La Force de l’art, Grand Palais, Paris.
- 2007 : La couleur toujours recommencée : hommage à Jean Fournier, marchand à Paris (1922 - 2006), Musée Fabre, Montpellier[16].
- 2016 : Ré-accrochage de la salle Fournier, Musée Fabre, Montpellier[17].

## Publications et conférences
- « Jackson Pollock », Art Press 2, no 24, 2012[18].
- Ami de Serge Renaudie, il participera en 1977 à la revue Ragile[19].
- Conversation Antonio Semeraro et architecte Serge Renaudie, conférence, École des beaux-arts de Limoges, 9 mars 2016[20].
- Jean Lauxerois écrira sur l'exposition à Vassivière le texte "La Réserve de la Peinture".